# Little Plains River
Little Plains River är ett vattendrag i Australien. Det ligger i delstaten New South Wales, i den sydöstra delen av landet, omkring 400 kilometer sydväst om delstatshuvudstaden Sydney.
Trakten runt Little Plains River består i huvudsak av gräsmarker. Trakten runt Little Plains River är nära nog obefolkad, med mindre än två invånare per kvadratkilometer. Genomsnittlig årsnederbörd är 1 277 millimeter. Den regnigaste månaden är juni, med i genomsnitt 238 mm nederbörd, och den torraste är juli, med 58 mm nederbörd.